# Musée départemental du Revermont
Le Musée départemental du Revermont est un musée situé à Val-Revermont, dans le département de l'Ain, en Auvergne-Rhône-Alpes consacré à l'Histoire, la géographie et la culture sous tous ses aspects de la région naturelle du Revermont située au nord de l'Ain.
Il est installé dans l’ancienne mairie-école de Cuisiat.

## Histoire du musée
La création d’un nouveau groupe scolaire à Treffort-Cuisiat, a conduit à la fermeture de la mairie école en 1985. L’école avait été  inaugurée le 18 juin 1871. L’association des Amis de Treffort-Cuisiat de Bresse et du Revermont, soutenue par le conseil général et la municipalité a permis de créer le musée, inauguré en 1986.

## Expositions

### Expositions permanentes
À l'intérieur
- Être enfant en Revermont et La Communale en Revermont présentent la condition de l'enfant du XIXe siècle jusqu'à la 1940. La salle de classe reconstituée à l'identique dans ses murs d'origine présente le système scolaire instauré par Jules Ferry.

- Les Jeunes Pousses ", espace destiné aux familles et aux enfants de 0 à 12 ans

- La Manufacture de Meillonnas évoque l'histoire et les techniques de la célèbre manufacture en fayence créée en 1760.

- Le revers du mont raconte un pays façonné par les hommes, ses ressources, ses savoir-faire d’hier et d’aujourd’hui.

Dans le jardin
- Potager et verger conservatoires : collection de cultivars locaux et plantes domestiques diverses. Histoire et utilisation.

- Un verger pour ma pomme : la pomme, symbole d’un patrimoine fruitier, de savoirs et pratiques à préserver.

### Exposition temporaire
Herbiers, Mémoire végétale jusqu'au 15 novembre 2023 du mercredi au dimanche de 10h à 18h